# Kaare
Kaare – wieś w Estonii, w prowincji Lääne, w gminie Martna.